# Contea di Spink
La contea di Spink ( in inglese Spink County ) è una contea dello Stato del Dakota del Sud, negli Stati Uniti. La popolazione al censimento del 2000 era di 7 454 abitanti. Il capoluogo di contea è Redfield.